# Paweł (Saliba)
Paweł, imię świeckie Badī’ Salība (ur. 10 lipca 1939 w Bsarma Al-Kura, zm. 1 lipca 2017) – libański duchowny, biskup prawosławnego Patriarchatu Antiocheńskiego.

## Życiorys
Urodził się w chrześcijańskiej wiosce Bsarma Al-Kura, w północnym Libanie. Edukację rozpoczął w rodzinnej miejscowości, by kontynuować ją w prawosławnej szkole Al-Islah („Poprawa”) w Amjun, mieście zamieszkanym w większości przez prawosławnych, stolicy dystryktu Kada Al-Kura. W 1952 r., za namową metropolity Trypolisu Teodozjusza (Abu Ar-Ridżajliego), późniejszego patriarchy antiocheńskiego, udał się na studia teologiczne do Balamand.
W 1957 r. złożył wieczyste śluby mnisze, z imieniem Paweł. Następnie przez rok studiował na Patmos w Grecji, by zapoznać się z językiem greckim i śpiewem bizantyjskim. Po tym metropolita Teodozjusz wyświęcił go na diakona, a następnie wysłał na Uniwersytet w Atenach, by kontynuował studia. Po ich ukończeniu, w 1963 r. udał się do Trypolisu, gdzie nowy metropolita – Eliasz (Qurban) – wyznaczył go na nauczyciela w miejscowych prawosławnych szkołach oraz sekretarzem metropolii. Dwa lata później mianowany także nauczycielem w Balamand. W 1966 r. wyświęcony na prezbitera przez metropolitę Eliasza i podniesiony do godności archimandryty.
W 1968 r. opuścił Liban, by nieść posługę duszpasterską w Pensylwanii w Stanach Zjednoczonych. Tam dalej się kształcił – w 1970 r. ukończył studia na Uniwersytecie w Pittsburgu w zakresie Światowych Cywilizacji. Dał się również poznać jako dobry duszpasterz i organizator życia parafialnego: będąc proboszczem w cerkwi w New Kensington, która przeżywała kryzys – większość parafian nie przychodziła na nabożeństwa – powołał do życia szkołę niedzielną, chór i organizację młodzieżową. Dzięki temu życie parafialne i więzi wewnątrz wspólnoty zostały naprawione, choć odbyło się to kosztem osobistym – nie zaliczając jednego z 4 bloków tematycznych, musiał zrezygnować ze studiów doktoranckich na Uniwersytecie w Pittsburgu.
Po dziewięciu latach posługi w Kensington został wysłany do kolejnej problematycznej parafii, tym razem w Waszyngtonie. Parafia była w długach, frekwencja na nabożeństwach słaba. Również tutaj założył różne parafialne stowarzyszenia, zajął się spłaceniem należności. Widząc, że wielu ludzi w okolicy dotyka problem uzależnień od alkoholu i narkotyków, zapisał się do specjalnej szkoły, by nauczyć się, jak pracować z takimi osobami. Po półtorarocznym kursie zaczął działać w parafii na rzecz walki z uzależnieniami, na spotkania przychodzili także nie-prawosławni. Poza działalnością parafialną udzielał się także w prawosławnych mediach, prowadząc swoje programy.
W 1999 r. Święty Synod Patriarchatu Antiocheńskiego wybrał archimandrytę Pawła na nowego metropolitę Australii i Nowej Zelandii. Chirotonia biskupia miała miejsce w soborze Zaśnięcia Przenajświętszej Bogurodzicy w Damaszku 10 października 1999; w tym samym roku (29 listopada) hierarcha rozpoczął swą posługę w Australii.
Kiedy tam przybył, w metropolii działało tylko 6 parafii. Zaczął gromadzić rozproszonych prawosławnych Arabów, jednocześnie wprowadzając coraz więcej języka angielskiego do nabożeństw, co przyciągnęło wielu konwertytów. Sam mówił, że idee nacjonalistyczne nie mają racji bytu w Prawosławnej Cerkwi Antiocheńskiej: „Nasza Cerkiew jest antiocheńska, a nie libańska, syryjska, palestyńska, grecka czy rosyjska. Każdy, kto wierzy w nauczanie Cerkwi prawosławnej, jest prawosławnym Antiocheńczykiem. Każdy, kto wchodzi do którejkolwiek ze świątyń Cerkwi antiocheńskiej, musi pozostawić swoją narodowość poza jej drzwiami. Nie ma świętego języka ani świętego kraju. Jest tylko Święta Cerkiew Prawosławna – Jedyna Święta Oblubienica Chrystusa”. Słowa wprowadzał w czyn – w 2008 r. przyjął do Cerkwi dwie duże grupy Filipińczyków (około 6000 osób); dzięki temu metropolia rozpoczęła aktywną działalność w kolejnym kraju. W czasie arcypasterskiej posługi metropolity Pawła liczba parafii w kierowanej przez niego administraturze wzrosła do ponad 60.
Zmarł w 2017 r..